# Zbieg przepisów
Zbieg przepisów – sytuacja, gdy sprawca tym samym czynem narusza wiele przepisów ustawy karnej, realizując równocześnie znamiona wielu typów czynów zabronionych.

## Zbieg idealny
Uznaje się, że sprawca jednym czynem popełnia dwa lub więcej przestępstw, za które zostają wymierzone oddzielne kary. Zbiegiem idealnym objęte jest zachowanie sprawcy stanowiące równocześnie przestępstwo i przestępstwo skarbowe.

## Zbieg kumulatywny
Uznaje się, że sprawca popełnia jeden czyn, ale wypełniający znamiona tylu przepisów ustawy karnej, ile naruszył swym zachowaniem. Karę wymierza się w zakresie przewidzianym przez przepis najsurowszy, co nie stoi na przeszkodzie orzeczeniu "środka" przewidzianego przez którykolwiek ze zbiegających się przepisów (może tu zatem chodzić o środki karne - art. 39-52 kk, środki probacyjne art. 64-84 kk czy środki zabezpieczające art. 93-100 kk).

## Zbieg pozorny
Uznaje się, że sprawca popełnia jedno przestępstwo wyczerpujące znamiona jednego przepisu. Konstrukcja ta dotyczy sytuacji, gdy przepis szczególny ze swej istoty wyklucza zastosowanie przepisu ogólnego.
Reguła specjalności – lex specialis derogat legi generali – na gruncie prawa karnego znajduje zastosowanie między przepisami przewidującymi podstawowe i zmodyfikowane typy przestępstw. Na przykład każde dzieciobójstwo (art. 149) jest jednocześnie zabójstwem (art. 148 § 1 Kodeksu karnego).

## Zbieg niewłaściwy (pomijalny)
Uznaje się, że sprawca popełnia jedno przestępstwo wyczerpujące znamiona jednego przepisu. Konstrukcja ta bazuje na założeniu, że skazanie sprawcy za przestępstwo wyczerpujące znamiona jednego przepisu oddaje całą zawartość kryminalną czynu i zbędne jest w tym zakresie odwołanie się do konstrukcji zbiegu realnego. Przykładem jest pomijanie działania polegającego na wtargnięciu do domu(naruszeniu miru domowego), gdy równocześnie sprawca dopuszcza się rozboju na jego mieszkańcach. 
Lex primaria derogat legi subsidiare – klauzule subsydiarności np. art. 231 § 2 Kodeksu karnego w stosunku do podstawowego art. 228 Kodeksu karnego. Istnieją też inne formy tej reguły: narażenie na niebezpieczeństwo dobra i naruszenie tego dobra oraz forma stadialna i forma bardziej zaawansowana.
Reguła konsumpcji – zakwalifikowanie z jednego ze zbiegających się przepisów czyni zbędną kwalifikację z drugiego. Np. art. 164 § 1 konsumuje art. 160 Kodeksu karnego.